# Tuổi thơ

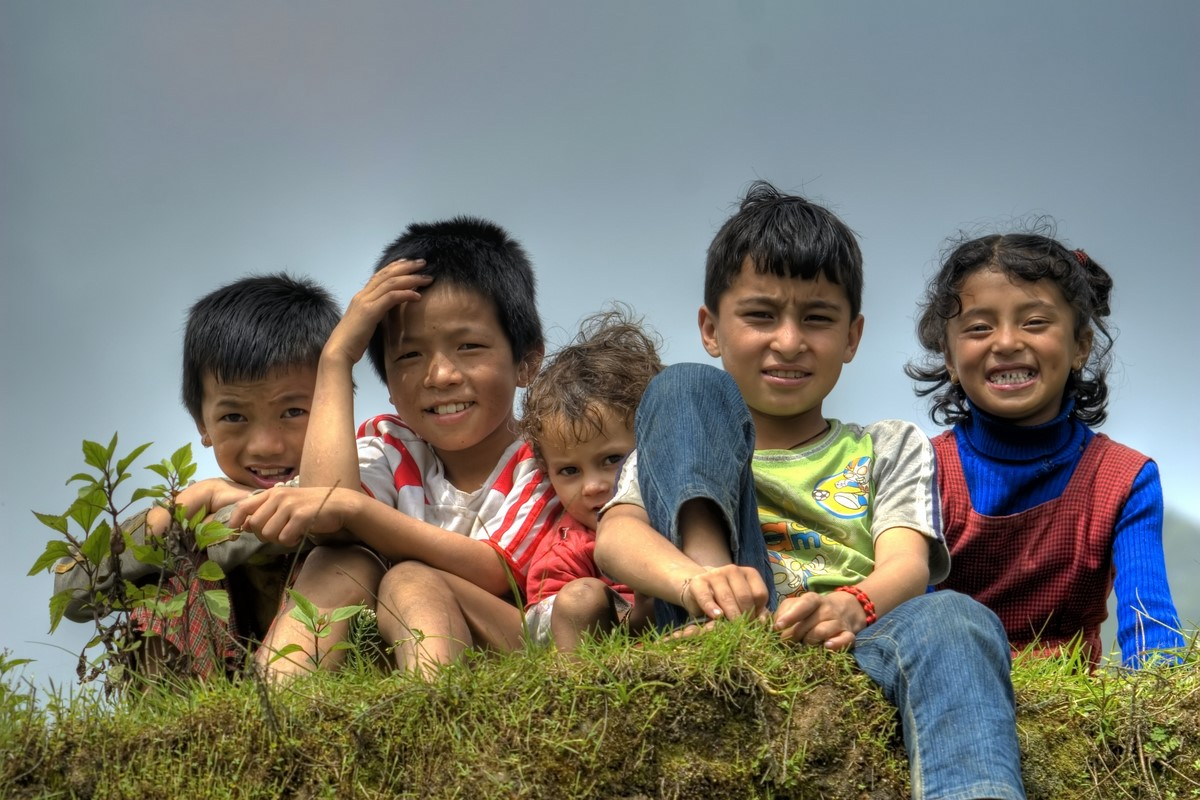
Nụ cười của những đứa trẻ

Tuổi thơ hay thời thơ ấu là khoảng tuổi từ khi sinh ra đến tuổi thiếu niên. Theo lý thuyết về phát triển nhận thức của Piaget, thời thơ ấu bao gồm hai giai đoạn: giai đoạn tiền hoạt động và giai đoạn vận hành cụ thể. Trong tâm lý học phát triển, tuổi thơ được chia thành các giai đoạn phát triển: trẻ mới biết đi (học đi bộ), thời thơ ấu (tuổi chơi), tuổi giữa thơ ấu (tuổi đi học) và tuổi thiếu niên (dậy thì đến sau tuổi dậy thì). Các yếu tố thời thơ ấu khác nhau có thể ảnh hưởng đến sự hình thành thái độ của một người. 
Khái niệm thời thơ ấu xuất hiện trong thế kỷ 17 và 18, đặc biệt thông qua các lý thuyết giáo dục của triết gia John Locke và sự phát triển của sách cho và về trẻ em. Trước thời điểm này, trẻ em thường được xem là phiên bản chưa hoàn chỉnh của người lớn.

## Khoảng thời gian, độ tuổi
Thuật ngữ thời thơ ấu là không cụ thể trong khoảng thời gian của nó và có thể ngụ ý một phạm vi năm khác nhau trong sự phát triển của con người. Nó có thể đề cập đến khoảng thời gian giữa giai đoạn trứng nước và tuổi trưởng thành, hoặc khoảng thời gian từ khi sinh đến tuổi dậy thì.
Trong hệ thống pháp luật của nhiều quốc gia, có một độ tuổi trưởng thành khi tuổi thơ kết thúc hợp pháp và một người trở thành người lớn hợp pháp, với mức tuổi dao động từ 15 đến 21, trong đó 18 là phổ biến nhất.
Một sự đồng thuận toàn cầu về các điều khoản của thời thơ ấu là Công ước về Quyền trẻ em (CRC).
Độ dài tuổi thơ (childhood expectancy) cho thấy khoảng thời gian mà trẻ phải trải qua thời thơ ấu.
Tám sự kiện cuộc đời được mô tả là sự kiện "kết thúc thời thơ ấu" của Save the Children là cái chết, suy dinh dưỡng cực độ, bạo lực cực độ, xung đột buộc phải di dời, trẻ em nghỉ học, lao động trẻ em, trẻ em có con và hôn nhân trẻ em.

## Giai đoạn phát triển của tuổi thơ

### Tuổi thơ giai đoạn đầu

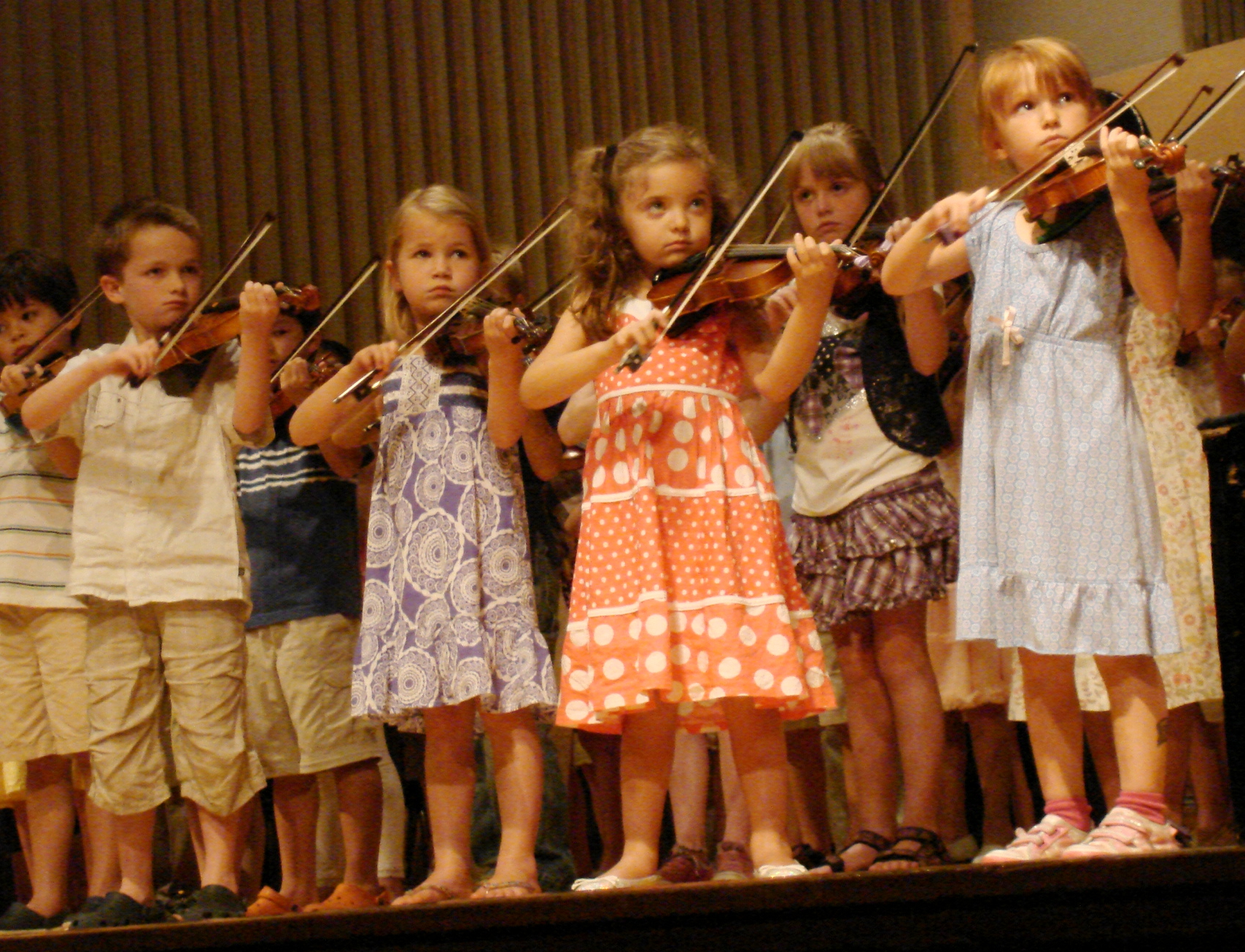
Trẻ em chơi violin trong một buổi độc tấu nhóm, Ithaca, New York, 2011

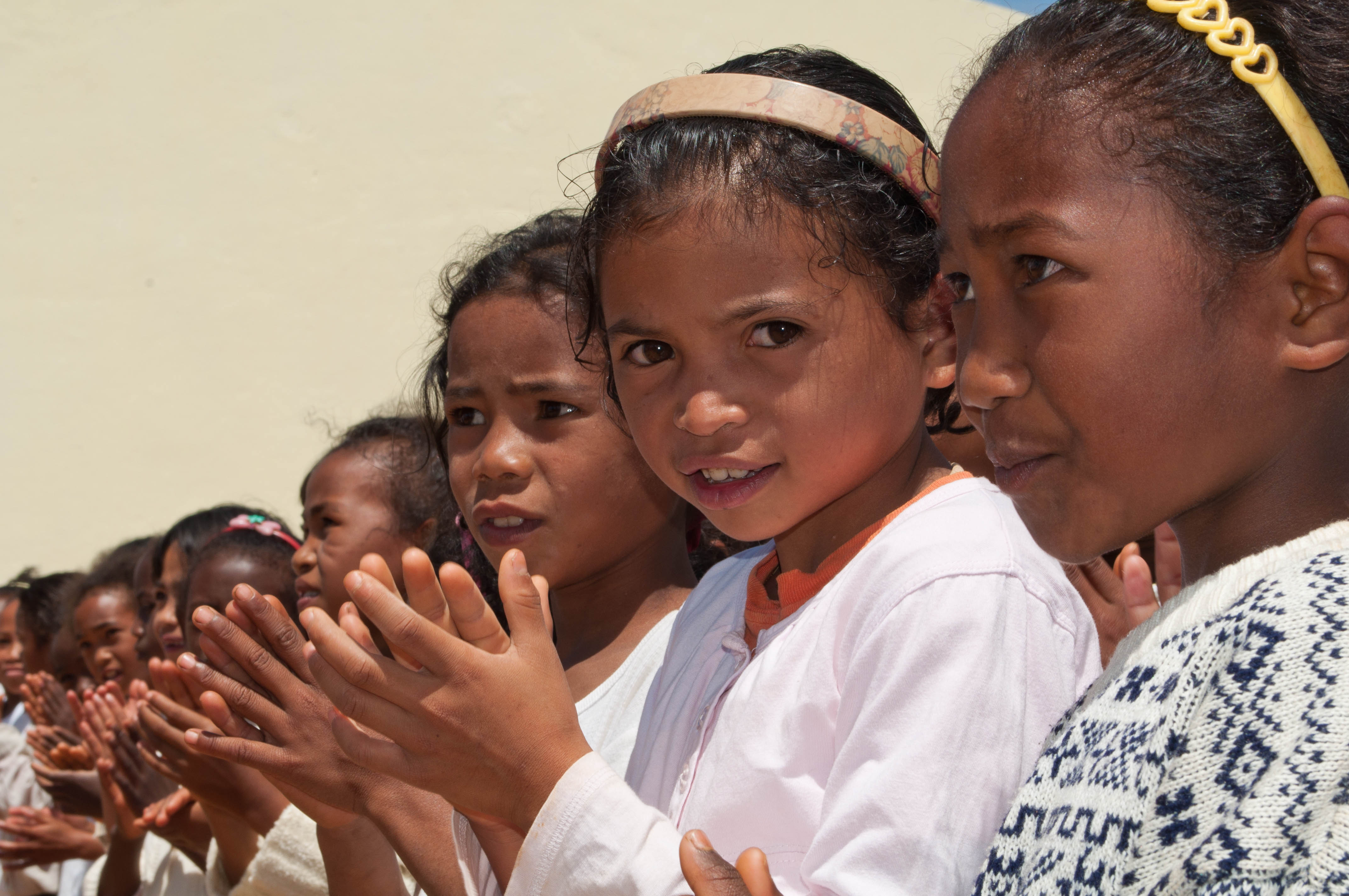
Trẻ em ở Madagascar, 2011

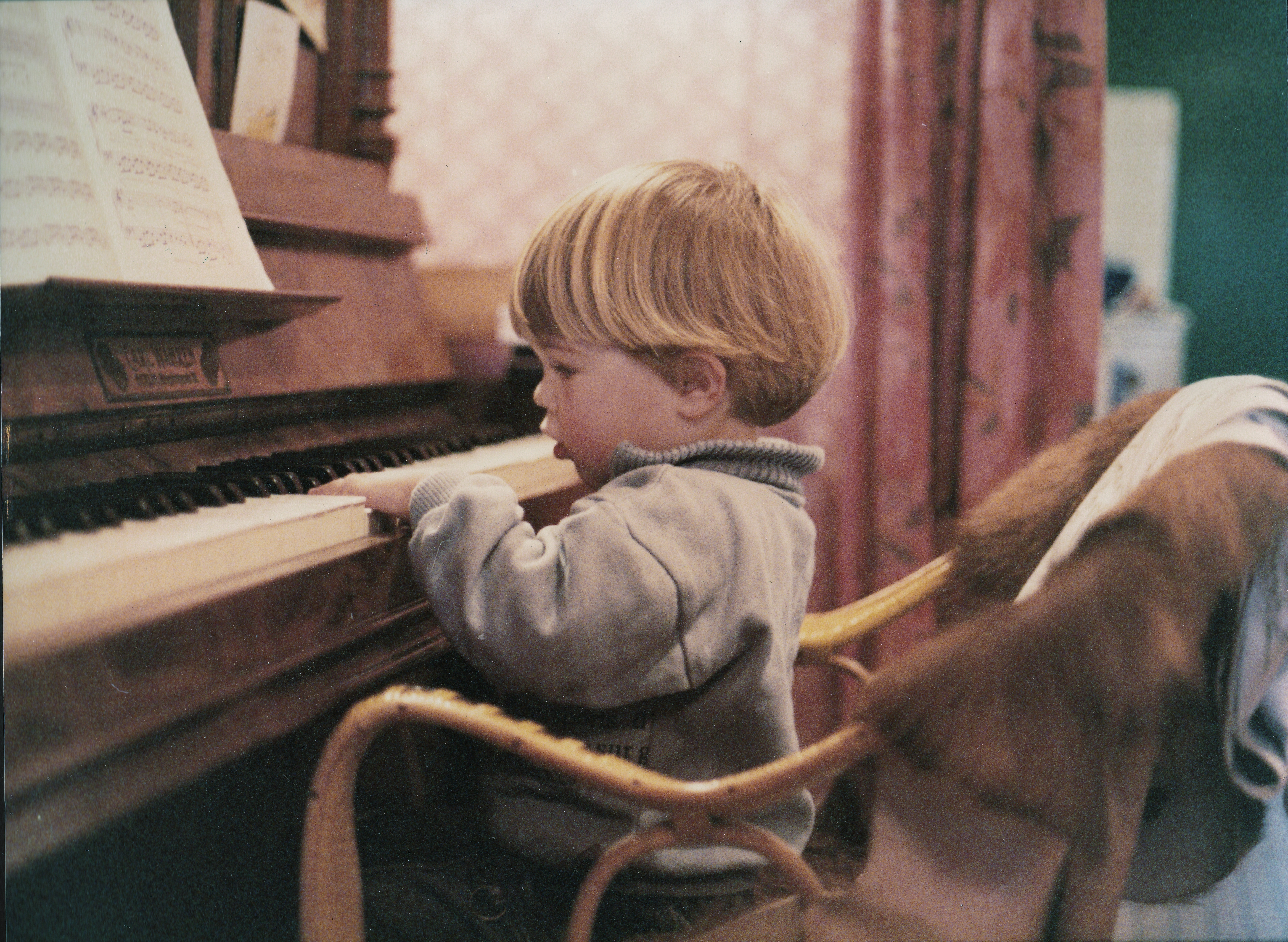
Trẻ em chơi piano, 1984

Thời thơ ấu theo giai đoạn sơ sinh và bắt đầu với trẻ mới biết đi khi trẻ bắt đầu nói hoặc thực hiện các bước đi một cách độc lập. Trong khi trẻ mới biết đi kết thúc khoảng ba tuổi khi đứa trẻ trở nên ít phụ thuộc vào sự trợ giúp của cha mẹ cho các nhu cầu cơ bản, thì tuổi thơ vẫn tiếp tục cho đến khi sáu tuổi. Tuy nhiên, theo Hiệp hội Giáo dục Trẻ em Quốc gia, trẻ nhỏ cũng bao gồm trẻ nhỏ. Ở giai đoạn này, trẻ đang học thông qua quan sát, thử nghiệm và giao tiếp với người khác. Người lớn giám sát và hỗ trợ quá trình phát triển của trẻ, từ đó sẽ dẫn đến sự tự chủ của trẻ. Cũng trong giai đoạn này, một mối liên kết tình cảm mạnh mẽ được tạo ra giữa đứa trẻ và người chăm sóc chúng. Những đứa trẻ cũng bắt đầu bắt đầu đi học mẫu giáo ở tuổi này để bắt đầu cuộc sống xã hội.

### Tuổi thơ giai đoạn giữa
Tuổi thơ bắt đầu vào khoảng bảy tuổi, xấp xỉ tuổi đi học tiểu học. Nó kết thúc vào khoảng tuổi dậy thì (khoảng 12 hoặc 13 tuổi), thường đánh dấu sự bắt đầu của tuổi thiếu niên. Trong thời kỳ này, trẻ phát triển về mặt xã hội và tinh thần. Trẻ đang ở giai đoạn họ kết bạn mới và có được những kỹ năng mới, điều này sẽ cho phép các em trở nên độc lập hơn và nâng cao tính cá nhân. Trong thời thơ ấu, trẻ em bước vào những năm học tập, nơi chúng được trình bày với một khung cảnh khác so với trước đây. Khung cảnh mới này tạo ra những thách thức và diện mạo mới cho trẻ em. Khi vào trường, các rối loạn tâm thần thường không được chú ý sẽ được đưa ra ánh sáng. Nhiều trong số các rối loạn này bao gồm: tự kỷ, chứng khó đọc, chứng loạn sắc và ADHD. May mắn thay, có rất nhiều cách để giúp đỡ những đứa trẻ này: giáo dục đặc biệt, kế hoạch LRE, RTI, IEP là tất cả các kế hoạch chuyên biệt để giúp đỡ trẻ em khuyết tật. Tuổi thơ trung niên là thời gian trẻ bắt đầu hiểu trách nhiệm và bắt đầu được định hình bởi các bạn cùng trang lứa và cha mẹ. Việc vặt và quyết định có trách nhiệm hơn vào lúc này, và so sánh xã hội cũng vậy. Cùng với so sánh xã hội đến chơi xã hội. Với chơi xã hội đến học tập và giảng dạy. Trong khi chơi xã hội, trẻ em học hỏi lẫn nhau, và chúng cũng dạy cho nhau điều này thường được thực hiện với sự quan sát.

### Tuổi vị thành niên
Tuổi vị thành niên thường được xác định bởi sự khởi đầu của dậy thì. Tuy nhiên, việc dậy thì cũng có thể bắt đầu ở tuổi trưởng thành. Tuổi vị thành niên khác biệt về mặt sinh học với thời thơ ấu, nhưng nó được một số nền văn hóa chấp nhận như một phần của thời thơ ấu xã hội, bởi vì hầu hết trong số họ là trẻ vị thành niên. Sự khởi đầu của tuổi mới lớn mang đến những thay đổi về thể chất, tâm lý và hành vi. Sự kết thúc của tuổi thiếu niên và bắt đầu tuổi trưởng thành khác nhau tùy theo quốc gia và chức năng, và ngay cả trong một quốc gia hay nền văn hóa duy nhất, có thể có những độ tuổi khác nhau mà một cá nhân được coi là đủ trưởng thành để được xã hội giao phó một số nhiệm vụ nhất định.

## Lịch sử

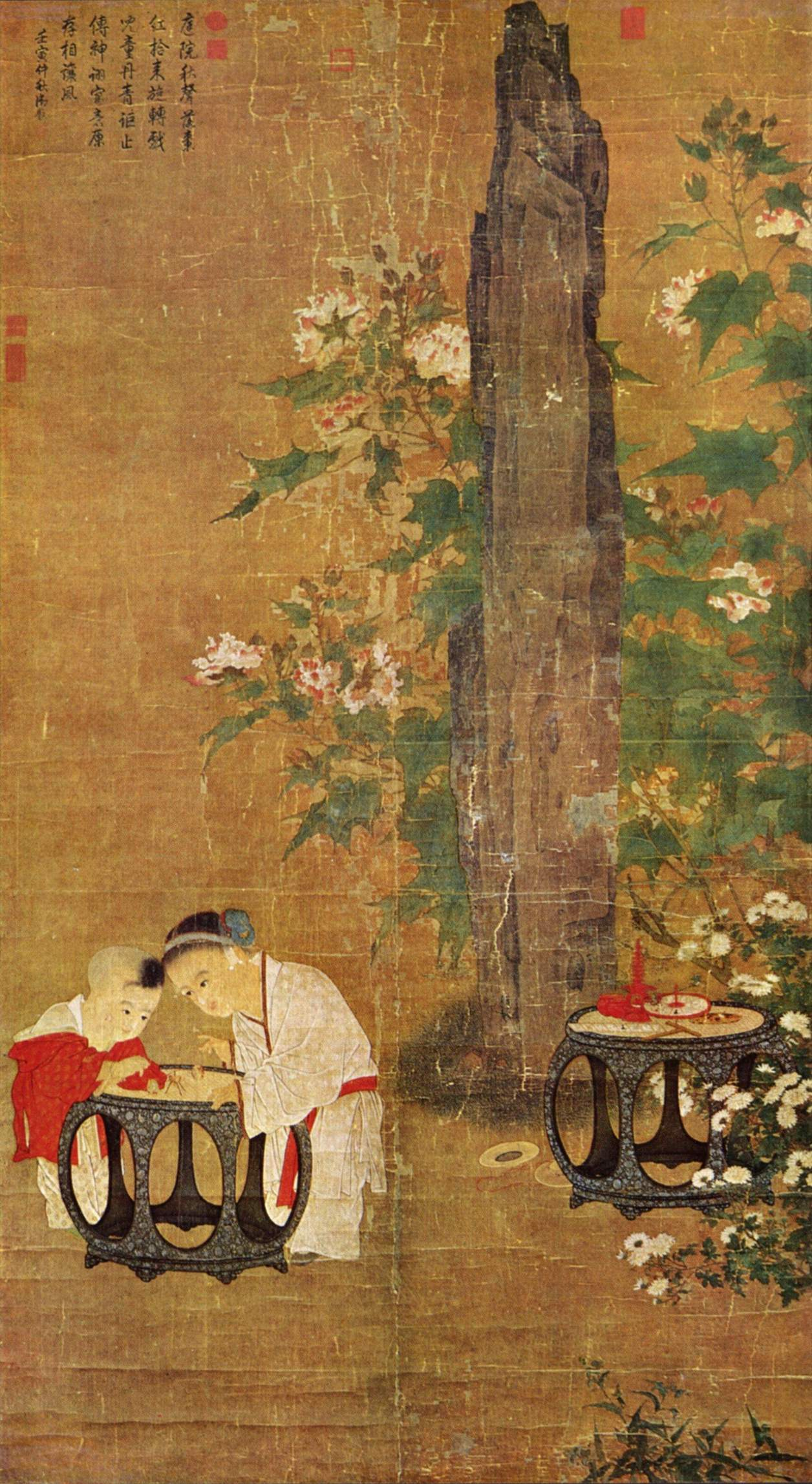
Trẻ em chơi đùa, của nghệ sĩ Trung Quốc thời nhà Tống Su Hanchen, c. 1150.

Trong thời kỳ Phục hưng tại châu Âu, các mô tả nghệ thuật về trẻ em đã tăng lên đáng kể, tuy nhiên điều đó không ảnh hưởng đến thái độ xã hội đối với trẻ em.
Trong những năm 1600, khái niệm tuổi thơ bắt đầu xuất hiện ở châu Âu. Người lớn coi trẻ em là những sinh vật riêng biệt, vô tội và cần được người lớn xung quanh bảo vệ và huấn luyện. Nhà triết học người Anh John Locke đặc biệt có ảnh hưởng trong việc tạo ra thái độ mới này đối với trẻ em, đặc biệt là liên quan đến lý thuyết của ông về tabula rasa, coi tâm trí khi sinh ra là một "tờ giấy trắng". Một hệ quả của học thuyết này là tâm trí của đứa trẻ được sinh ra trống rỗng, và đó là nhiệm vụ của cha mẹ để thấm nhuần đứa trẻ với những quan niệm đúng đắn. Trong thời kỳ đầu của chủ nghĩa tư bản, sự gia tăng của số lượng lớn các gia đình tầng lớp trung lưu, chủ yếu ở các nước theo Tin lành như Cộng hòa Hà Lan và Anh, đã mang đến một hệ tư tưởng gia đình mới xoay quanh việc nuôi dưỡng trẻ em. Chủ nghĩa Thanh giáo nhấn mạnh tầm quan trọng của sự cứu rỗi cá nhân và mối quan tâm đối với phúc lợi về tinh thần của trẻ em.

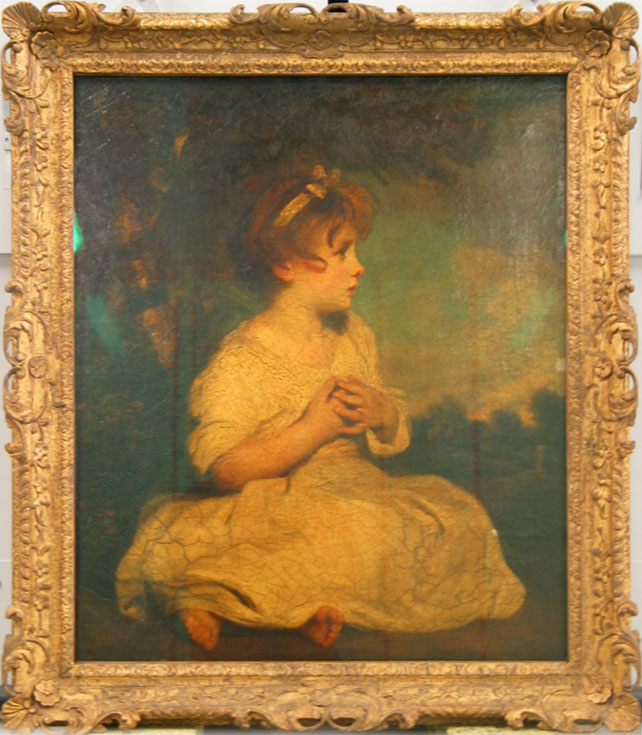
Tuổi ngây thơ c.1785 / 8. Reynold nhấn mạnh sự duyên dáng tự nhiên của trẻ em trong tranh của ông

Khái niệm hiện đại về tuổi thơ với sự tự chủ và mục tiêu riêng của giai đoạn phát triển này bắt đầu xuất hiện trong thời kỳ Khai sáng của thế kỷ 18 và thời kỳ Lãng mạn theo sau nó.   Jean Jacques Rousseau đã hình thành thái độ lãng mạn đối với trẻ em trong cuốn tiểu thuyết nổi tiếng năm 1762 Emile: or, On Education. Dựa trên ý tưởng của John Locke và các nhà tư tưởng thế kỷ 17 khác, Jean-Jaques Rousseau đã mô tả thời thơ ấu là một giai đoạn hạnh phúc ngắn ngủi trước khi con người đối diện với những nguy hiểm và khó khăn của tuổi trưởng thành. Số lượng lớn các bức vẽ chân dung trẻ em của Sir Joshua Reynold đã thể hiện thái độ giác ngộ mới đối với trẻ nhỏ. Bức tranh năm 1788 của ông Tuổi ngây thơ, nhấn mạnh sự hồn nhiên và duyên dáng tự nhiên của đứa trẻ làm mẫu và sớm trở thành tác phẩm yêu thích của công chúng.